# Рахімкулово
Рахімку́лово (рос. Рахимкулово, башк. Рәхимҡол) — присілок у складі Балтачевського району Башкортостану, Росія. Входить до складу Кундашлинської сільської ради.
Населення — 45 осіб (2010; 67 у 2002).
Національний склад:
- башкири — 97 %